# چرخ در پشت‌بام مدرسه
چرخ در پشت‌بام مدرسه رمانی است اثر میندرت دویونگ نویسنده هلندی-آمریکایی که در سال ۱۹۵۵ برنده مدال نیوبری ادبیات کودکان و در سال ۱۹۵۷ جایزه ادبیات نسل جوان آلمان شد. نقاشی‌های این کتاب توسط نویسنده و نقاش سرشناس موریس سنداک کشیده شده‌است.
فرد اینگلیس در کتابش وعده‌های شادی:ارزش و معنا در داستان‌های کودکان، می‌نویسد: «کتاب تقوای باستانی و ارزشهای دنیا قدیم را فراخوانی کرده و آنها را در دنیای جدید قایل تصور می‌سازد.»
این کتاب در ایران با نام لک‌لک‌ها بر بام ترجمه و منتشر شده‌است.

## خلاصه داستان
لینا یکی از شش دانش‌آموز مدرسه کوچک روستای ماهیگیری شرا، با نوشتن انشایی با عنوان «چرا لک‌لک‌ها به روستای آنها نمی‌آیند» همه را متعجب می‌کند. معلم بچه‌ها را تشویق می‌کند تا جواب آن سؤال را پیدا کنند. بچه‌ها تصمیم می‌گیرند دوباره لک‌لک‌ها را به روستا برگردانند. آنها مجبورند موانع زیادی را پشت سر بگذارند. آنها متوجه می‌شوند که پشت‌بام خانه‌هایشان شیب زیادی دارد و لک‌لک‌ها نمی‌توانند آنجا لانه بسازند، و اگر در هر پشت‌بام چرخی بگذارند لک‌لک‌ها قادر خواهند بود روی آن لانه بسازند. ثابت می‌شود که یافتن یک چرخ در روستای کوچک دشوار است، و بچه‌ها در طول جستجویشان با شخصیت‌های جالبی برخورد می‌کنند. این کار ساده به آنها می‌آموزد که اگر مردم فکر کنند و بپرسند چرا:اتفاقاتی افتاده و رؤیاها به حقیقت خواهند پیوست.